# Taractrocera maevius
Espèce
Taractrocera maevius est une espèce de lépidoptères diurnes de la famille des Hesperiidae présente en Inde, au Sri Lanka et en Birmanie.

## Distribution
On retrouve ce papillon principalement en Inde, au Sri Lanka et en Birmanie.

## Description
C'est l'une des hespéries les plus communes dans les prairies des Ghats occidentaux et elle est présente depuis les basses altitudes jusqu'aux prairies de montagne. On la trouve également dans les clairières herbeuses des forêts et dans les rizières. Elle est présente pendant la mousson et les mois immédiatement après la mousson lorsque la végétation est verte, mais des spécimens occasionnels peuvent également apparaître durant les autres saisons.
Les chenilles se nourrissent de diverses espèces de graminées, dont le riz (Oryza sativa).

## Taxonomie
L'espèce a été décrite par Fabricius en 1793 sous le nom de Hesperia maevius,. En 1866, Moore décrit une sous-espèce qu'il nomme Taractrocera maevius sagara qui ne serait potentiellement qu'une variante et non une sous-espèce.

### Synonymes
En plus du nom d'origine Hesperia maevius, cette espèce a également deux synonymes, Hesperia flaccus (Fabricius, 1798) et Taractrocera lineata (Druce, 1874).